# Sucre pétillant
Le sucre pétillant est composé de petits morceaux de plusieurs sucres contenant une petite quantité de dioxyde de carbone et d'acide (grand nombre). Le gaz produit un effet « pétillant » lorsque le sucre fond dans la bouche, d'où son nom.

## Histoire
En 1956, William A. Mitchell (en), un chercheur en chimie chez General Foods, essaie de réaliser des boissons gazeuses en poudre. À la place, c'est le sucre pétillant qui est inventé et un brevet est déposé en 1961. Cependant, c'est seulement à partir de 1975 que General Foods exploite le procédé avec les Pop Rocks, une confiserie faite de sucre pétillant aromatisé avec différents parfums.

## Fabrication
Pour fabriquer le sucre pétillant, on utilise un mélange de sucres (saccharose, glucose et lactose) et de dioxyde de carbone (aussi désigné comme l'additif E290 dans la liste d'ingrédients). Le mélange de sucres est d'abord chauffé jusqu'à atteindre une forme liquide. Il est ensuite mis sous pression en présence du gaz puis refroidi : c'est ce procédé qui permet aux sucres d'absorber le gaz.

## Utilisation
Le sucre pétillant est associé à la cuisine moléculaire qui l'utilise comme ingrédient en raison de ses propriétés chimiques proche de l'effervescence. Il est cependant également utilisé comme ingrédient en dehors de la gastronomie moléculaire et on le trouve maintenant en France dans les grandes surfaces.
Le sucre étant soluble dans l'eau mais pas dans la matière grasse (beurre ou huile), le sucre pétillant peut être utilisé comme décoration culinaire mais aussi comme ingrédient à part entière dans des recettes utilisant peu d'eau (confiseries, chocolats, etc.).